# Головське (хутір)
Головське — колишній хутір у Холосненській сільській раді Коростенського району Житомирської області Української РСР.

## Історія
Станом на 1 вересня 1946 року — хутір Холосненської сільської ради Коростенського району Житомирської області. На 10 лютого 1952 року числився як зселений.
Знятий з обліку 29 вересня 1960 року, відповідно до рішення Житомирського облвиконкому № 985 «Про вилучення з обліку деяких населених пунктів в районах області», як такий, що фактично перестав існувати.